# Vierge à l'Enfant et six Anges (Duccio)
La Vierge à l'Enfant et six Anges est une peinture Gothique représentant la Vierge Marie par l'artiste siennois Duccio di Buoninsegna.